# أورانج (فيرجينيا)
أورانج (بالإنجليزية: Orange, Virginia)‏ هي بلدة أمريكية تقع في الولايات المتحدة في مقاطعة أورانج (فيرجينيا). يقدر عدد سكانها بـ 4,721 نسمة ومساحتها 8.6 كم2 وترتفع عن سطح البحر 159 متر.

## التركيبة السكانية
حدّد مكتب تعداد الولايات المتحدة بيانات التركيبة السكانية لأورانج في تعداد الولايات المتحدة. في ما يلي، التركيبة السكانية حسب تعدادي 2000 و2010.

### تعداد عام 2000
بلغ عدد سكان أورانج 4,123 نسمة بحسب تعداد عام 2000، وبلغ عدد الأسر 1,607 أسرة وعدد العائلات 1,010 عائلة مقيمة في البلدة. في حين سجلت الكثافة السكانية 471.2 نسمة لكل كيلومتر مربع (1,220.4/ميل2). وبلغ عدد الوحدات السكنية 1,712 وحدة بمتوسط كثافة قدره 195.7 لكل كيلومتر مربع (506.9/ميل2).
وتوزع التركيب العرقي للبلدة بنسبة 76.84% من البيض و20.96% من الأمريكيين الأفارقة و0.19% من الأمريكيين الأصليين و0.34% من الأمريكيين ذوي الأصول الآسيوية و0.68% من الأعراق الأخرى و0.99% من عرقين مختلطين أو أكثر و1.70% من الهسبانيون أو اللاتينيون من أي عرق.
بلغ عدد الأسر 1,607 أسرة كانت نسبة 34% منها لديها أطفال تحت سن الثامنة عشر تعيش معهم، وبلغت نسبة الأزواج القاطنين مع بعضهم البعض 40.1% من أصل المجموع الكلي للأسر، ونسبة 18.7% من الأسر كان لديها معيلات من الإناث دون وجود شريك،  بينما كانت نسبة 4% من الأسر لديها معيلون من الذكور دون وجود شريكة وكانت نسبة 37.1% من غير العائلات. تألفت نسبة 32.7% من أصل جميع الأسر من عدة أفراد يعيشون في نفس المنزل ونسبة 16.2% كانت تتألف من شخص يعيش بمفرده يبلغ من العمر 65 عاماً أو أكثر. وبلغ متوسط حجم الأسرة المعيشية 2.28، أما متوسط حجم العائلات فبلغ 2.87.
بلغ العمر الوسطي للسكان 37.7 عاماً. وكانت نسبة 22.5% من القاطنين تحت سن الثامنة عشر، وكانت نسبة 6.9% بين الثامنة عشر والرابعة والعشرين عاماً، ونسبة 25.6% كانت واقعةً في الفئة العمرية ما بين الخامسة والعشرين والرابعة والأربعين عاماً، ونسبة 18.5% كانت ما بين الخامسة والأربعين والرابعة والستين، ونسبة 15.5% كانت ضمن فئة الخامسة والستين عاماً فما فوق. يوجد لكل 100 أنثى 80.2 ذكر، ويوجد لكل 100 أنثى في الثامنة عشر من عمرها فما فوق 76.1 ذكر.
بلغ متوسط دخل الأسرة في البلدة 28,576 دولارًا، أما متوسط دخل العائلة فبلغ 38,103 دولارًا. وكان متوسط دخل الذكور 30,439 دولارًا مقابل 19,233 دولارًا للإناث. وسجل دخل الفرد الخاص بالبلدة 16,805 دولارًا. وكانت نسبة 16.1% من العائلات ونسبة 21.2% من السكان تحت خط الفقر، وكان من هؤلاء نسبة 28.8% تحت سن الثامنة عشر ونسبة 15.9% في الخامسة والستين من العمر وما فوق.

### تعداد عام 2010
بلغ عدد سكان أورانج 4,721 نسمة بحسب تعداد عام 2010، وبلغ عدد الأسر 1,779 أسرة وعدد العائلات 1,058 عائلة مقيمة في البلدة. في حين سجلت الكثافة السكانية 539.5 نسمة لكل كيلومتر مربع (1,397.3/ميل2). وبلغ عدد الوحدات السكنية 1,991 وحدة بمتوسط كثافة قدره 227.5 لكل كيلومتر مربع (589.2/ميل2).
وتوزع التركيب العرقي للبلدة بنسبة 72.08% من البيض و22.94% من الأمريكيين الأفارقة و0.38% من الأمريكيين الأصليين و0.34% من الأمريكيين ذوي الأصول الآسيوية و0.04% من سكان جزر المحيط الهادئ و1.50% من الأعراق الأخرى و2.71% من عرقين مختلطين أو أكثر و3.47% من الهسبانيون أو اللاتينيون من أي عرق.
بلغ عدد الأسر 1,779 أسرة كانت نسبة 31.2% منها لديها أطفال تحت سن الثامنة عشر تعيش معهم، وبلغت نسبة الأزواج القاطنين مع بعضهم البعض 36% من أصل المجموع الكلي للأسر، ونسبة 18.2% من الأسر كان لديها معيلات من الإناث دون وجود شريك،  بينما كانت نسبة 5.3% من الأسر لديها معيلون من الذكور دون وجود شريكة وكانت نسبة 40.5% من غير العائلات. تألفت نسبة 34.2% من أصل جميع الأسر من عدة أفراد يعيشون في نفس المنزل ونسبة 14.3% كانت تتألف من شخص يعيش بمفرده يبلغ من العمر 65 عاماً أو أكثر. وبلغ متوسط حجم الأسرة المعيشية 2.32، أما متوسط حجم العائلات فبلغ 2.93.
بلغ العمر الوسطي للسكان 40.3 عاماً. وكانت نسبة 21.1% من القاطنين تحت سن الثامنة عشر، وكانت نسبة 8% بين الثامنة عشر والرابعة والعشرين عاماً، ونسبة 27.4% كانت واقعةً في الفئة العمرية ما بين الخامسة والعشرين والرابعة والأربعين عاماً، ونسبة 25.1% كانت ما بين الخامسة والأربعين والرابعة والستين، ونسبة 18.4% كانت ضمن فئة الخامسة والستين عاماً فما فوق. وتوزع التركيب الجنسي للسكان بنسبة 49.2% ذكور و50.8% إناث.

## أعلام
- جيمس تاليافيرو
- ثورنتون أ. جنكينز